# Rena Tanaka
Pour les articles homonymes, voir Reina Tanaka pour la chanteuse de J-pop membre des Morning Musume.
Pour les articles homonymes, voir Tanaka.
Rena Tanaka (田中麗奈, Tanaka Rena), née le 22 mai 1980 à Kurume, est une actrice et personnalité de la télévision japonaise.

## Filmographie sélective

### Au cinéma
- 1998 : Give It All (がんばっていきまっしょい, Ganbatte ikimasshoi?) de Itsumichi Isomura (ja) : Shinomura Etsuko  (Etsune)
- 1999 : GTO : Ayano Katsuragi
- 2000 : Hatsukoi : Satoka Aida
- 2000 : Zawa-zawa Shimokita-sawa : Reiko
- 2001 : Tokyo Marigold (東京マリーゴールド, Tōkyō Marīgōrudo?) de Jun Ichikawa : Sakai Eriko
- 2002 : Gangu shuriya
- 2003 : 13 kaidan : Ako Nango
- 2003 : Drugstore Girl (ドラッグストアガール, Doraggu sutoa gāru?) de Katsuhide Motoki : Keiko Obayashi
- 2004 : A Day on the Planet (きょうのできごと, Kyō no dekigoto?) d'Isao Yukisada : Maki
- 2004 : Futari no himitsu : Sakie Sakurai / Kanae Sakurai
- 2004 : Nin x Nin: Ninja Hattori-kun : Midori
- 2004 : Otoko to onna no himitsu : Hiromi Toda
- 2004 : Hajimete no himitsu : Rie Mizushima
- 2005 : Ubume no natsu : Atsuko Chuzenji
- 2005 : Yougisha muroi shinji : Kumiko Ohara
- 2006 : Kurai tokoro de machiawase : Michiru Honma
- 2006 : Shen you qing ren
- 2007 : Gegege no Kitarô : Nekomusume
- 2007 : Tôbô kusotawake
- 2007 : Yûnagi no machi sakura no kuni (Le pays des cerisiers) : Nanami Ishikawa
- 2007 : Môryô no hako : Atsuko Chuzenji
- 2008 : Gin iro no shîzun : Nanami Ayase
- 2008 : Yamazakura : Noe Isomura
- 2008 : Tsukiji uogashi sandaime
- 2008 : Gegege no Kitarô: Sennen noroi uta
- 2017 : Dear Etranger (幼な子われらに生まれ, Osanago warera ni umare?) de Yukiko Mishima : Nanae
- 2018 : The Crimes That Bind : Tokiko Kanamori

### À la télévision
- 1999 : Over Time, série télévisée : Rina Kamiya
- 2005 : Matthew's Best Hit TV+ : Rena-Rena (1 épisode)
- 2006 : Flag, série télévisée : Saeko Shirasu
- 2008 : Ryôki teki na kanojo, série télévisée

## Récompenses et distinctions
- 1998 : Hōchi Film Award du meilleur jeune espoir féminin pour Give It All
- 1999 : prix du meilleur jeune espoir féminin pour Give It All lors des Japan Academy Prize[1]
- 1999 : prix Blue Ribbon du meilleur jeune espoir féminin pour Give It All
- 1999 : prix de la meilleure actrice pour Give It All lors des Japanese Professional Movie Awards 1999
- 1999 : prix Kinema Junpō de la meilleure actrice pour Give It All
- 1999 : Grand prix Sponichi du nouveau talent pour Give It All lors des Prix du film Mainichi 1999[2]